# Rachel Wong Walker
Rachel Wong Walker (auch Rachel Walker, * als Rachel Wong am 4. November 1985 in Huntington Beach, Kalifornien) ist eine US-amerikanische Beachhandballspielerin, die auf der Position der vorrangig in der Offensive eingesetzten linken Flügelspielerin Nationalspielerin ihres Landes ist.

## Ausbildung und Karriere
Wong besuchte die Huntington Beach High School und bezog danach von 2003 bis 2008 die University of California, Irvine (UCI) wo sie im Hauptfach Medizintechnik, zudem Materialwissenschaft und Werkstofftechnik sowie Ingenieurwissenschaften studierte. Nach dem Erwerb des Bachelor-of-Science-Abschlusses ging sie bis 2010 für das Masterstudium an die University of Washington in Seattle. In dieser Zeit war sie für die Ingenieure ohne Grenzen unter anderem in Bolivien im Einsatz. 2014 machte sie noch einmal ein kurzes Aufbaustudium an der UCI in Management for Technical Professionals, Biomedical/Medical EngineeringCertificate sowie in Management for Technical Professionals, Biomedical/Medical Engineering.
Schon während des Studiums arbeitete Wong unter anderem als studentische Hilfskraft an verschiedenen Instituten ihrer Universität. Seit Ende des Studiums arbeitete sie in verschiedenen Unternehmen der Medizintechnik. Sie lebt in Costa Mesa.

## Beachhandball
Walker (zu der Zeit noch Wong) war betrieb zunächst Turnen und Eiskunstlauf, später Flag Football. Sie begann mit dem Handball, nachdem sie den Sport erstmals bei Übertragungen der Olympischen Spiele 2012 sah. Damit war der Auslöser ihrer Handballbegeisterung derselbe, wie bei ihren späteren Nationalmannschaftskolleginen Ashley Van Ryn und Christine Mansour. 2013 entdeckte sie auch den Beachhandball für sich. Seit 2018 ist sie, die wie der Großteil der US-Auswahlmannschaft dem Los Angeles THC angehört Teil der US-Beachhandball-Nationalmannschaft. Bei den Special Olympics World Summer Games 2015 war sie als ehrenamtliche Helferin beim Handball-Turnier im Einsatz.
Bei ihrem ersten Turnier, Wong fungierte als Spielführerin, der letztmals ausgetragenen Panamerikameisterschaften 2018 in Oceanside in Kalifornien verlief noch recht wenig erfolgreich, hinter den meisten Mannschaften Südamerikas und auch Mexikos platzierte sich die Mannschaft bei acht teilnehmenden Teams auf den sechsten Rang. Dennoch konnte die Mannschaft anschließend das erste Mal an den noch im selben Jahr ausgetragenen Weltmeisterschaften teilnehmen, doch rückte statt der zunächst schulterverletzten und wenig später zudem schwangeren Walker nun ihre Konkurrentin Renee Snyder für dieses und die folgenden Turniere in die US-Mannschaft.
Danach dauerte es aufgrund der Corona-Pandemie bis 2022, dass Walker zu weiteren Einsätzen im Nationaldress kam. Bei den Nor.Ca. Beach Handball Championships 2022 in Acapulco erreichten die USA wie schon 2019 das Finale gegen Mexiko, unterlag mit ihrer Mannschaft den Nachbarinnen aus dem Süden aber vor deren Heimpublikum. Die Qualifikation zu den Weltmeisterschaften 2022 in Iraklio auf Kreta gelang indes ohne größere Probleme, statt Walkers gehörte jedoch in Griechenland wieder Renee Snyder zum Aufgebot.
Auf Vereinsebene gewann sie 2018 die So. Cal Beach Handball Championships, 2019 wurde sie mit ihrem Team Zweite.

## Belege und Anmerkungen
1. ↑  LinkedIn-Profil (englisch)
2. ↑  Athlete Spotlight: Rachel Wong Walker, U.S. Women’s Beach Handball. In: Facebook. USA Team Handball, 14. Juli 2020, abgerufen am 28. Januar 2023 (englisch).
3. ↑  2022 NACHC Beach Handball Championship Match & Streaming Info - Updated Results. In: teamusa.org. USA Team Handball, 25. April 2022, abgerufen am 27. Januar 2023 (englisch).
4. ↑  IHF | USA men and Mexico women celebrate continental beach handball titles. Abgerufen am 12. August 2022.
5. ↑  IHF | USA's 'Self' promotion on the sand. Abgerufen am 12. August 2022.

| Personendaten    | Personendaten                                        |
| ---------------- | ---------------------------------------------------- |
| NAME             | Wong Walker, Rachel                                  |
| ALTERNATIVNAMEN  | Wong, Rachel (Geburtsname); Walker, Rachel (Ehename) |
| KURZBESCHREIBUNG | US-amerikanische Beachhandballspielerin              |
| GEBURTSDATUM     | 4. November 1985                                     |
| GEBURTSORT       | Huntington Beach, Kalifornien, Vereinigte Staaten    |